# Kosta Protić
Kosta Protić (cirílico serbio: Коста Протић) fue un político y oficial serbio. Protić fue ayudante del príncipe Miguel (1865), ministro de Guerra (1875) y ayudante del príncipe Milan (1875-1880) y diputado del rey (1889-1892). Se desempeñó como virrey después de la abdicación del rey Milán en 1889.

## Biografía
Nació el 29 de septiembre de 1831 en Požarevac, de padre comerciante, Stevan, y madre, Milosava. Los antepasados de Protić emigraron a Požarevac hace unos 250 años desde Kosovo, y antes eran originarios de Kolašin. El apellido Protić proviene de su antepasado más antiguo conocido, Josif Momirović, que fue prota en Požarevac durante la Kočina Krajina. Josif tuvo hijos Lack, Stevan (padre de Kosta Protić) y Mita.
Se casó con Mica, la hija de Boško Tadić, juez del Tribunal Supremo de Belgrado. Tuvo un hijo, Dragutin, y una hija, Zagorka. Completó la escuela primaria en Požarevac y tres grados de secundaria en Belgrado.
Ingresó al ejército como soldado en noviembre de 1848. Después de casi dos años de servicio en la tropa, en septiembre de 1850 ingresó en la primera promoción de la recién formada Escuela de Artillería (hoy Academia Militar). Recibió el grado de cabo el 1 de mayo de 1849, y durante su educación fue ascendido a los grados de sargento el 10 de mayo de 1850 y de sargento el 15 de diciembre de 1850. Terminó sus estudios el 11 de octubre de 1855, como tercero en el rango de diez cadetes, y fue ascendido al rango de segundo teniente. Inmediatamente después de graduarse de la Escuela de Artillería, fue elegido cadete estatal y enviado a Berlín, donde completó un curso de dos años en la Escuela de Ingeniería de Artillería. Después de completar sus estudios, realizó una pasantía en el Batallón de Pioneros en Danzig durante casi un año y medio. En octubre de 1858 se trasladó a Bélgica, donde fue aprendiz en el batallón Pontonnier de Lieja hasta finales de abril de 1859.

## Ascenso a oficial
Fue ascendido al grado de teniente el 25 de junio de 1859. Se convirtió en capitán de segunda clase el 27 de enero de 1861 y capitán de primera clase el 1 de marzo de 1863. Recibió el rango de mayor el 1 de enero de 1869 y fue ascendido al rango de teniente coronel en el 1 de enero de 1873. Se convirtió en coronel el 1 de enero de 1875 y general durante un año y medio, el 13 de agosto de 1876.

## Servicio militar y monasterio
En el primer despliegue, después de su formación en el extranjero, fue destinado al servicio en el Departamento Técnico de la Administración Militar Principal. Fue nombrado ayudante del príncipe Miguel Obrenović el 6 de julio de 1861. Desde el 19 de octubre de 1865 fue profesor de la Escuela de Artillería, para las materias de fortificaciones y normas de servicio de pioneros y pontones. Fue nombrado comandante del batallón de pontones en Ćuprija el 4 de diciembre de 1865. Desde el 1 de mayo de 1867 volvió a ser ayudante del príncipe Mihailo Obrenović y un año después, el 1 de mayo de 1868, fue nombrado comandante del batallón de pontones en Ćuprija el 4 de diciembre de 1865 en el Batallón de pioneros en Belgrado. Ya el 1 de octubre de 1868 fue nombrado inspector de las tropas de ingenieros del Ejército Permanente. En ese cargo, a finales de noviembre de 1870, fue a Viena para negociar la adquisición de rifles para el ejército serbio. En mayo de 1872, dirigió el viaje: el funeral de los oficiales que iban a Berlín para formarse en la profesión militar. Desde este cargo, el 10 de agosto de 1873, fue nombrado comandante de la Brigada de Infantería del Ejército Permanente. Fue nombrado por primera vez Ministro de Asuntos Militares en el gabinete de Jovan Marinović el 22 de octubre de 1873. En el gabinete de Aćima Čumić, que reemplazó al gabinete de Marinović el 25 de noviembre de 1874, volvió a ser Ministro de Guerra desde el 22 de enero de 1875. Permaneció en ese puesto en el gabinete de Danilo Stefanović del 22 de enero de 1875 al 19 de agosto de 1875. Tras la caída de este gabinete, quedó disponible.
Como Jefe del Estado Mayor, en mayo de 1876 ingresó en el Consejo Militar Secreto. Fue nombrado comandante de la defensa de Aleksinac el 10 de septiembre de 1875. Desde el 19 de junio de 1876 fue comandante del ejército de Moravia y desde el 1 de diciembre de 1876, comandante del primer cuerpo. Fue Jefe de Estado Mayor del Mando Supremo desde el 1 de diciembre de 1877 hasta el final de la Segunda Guerra Serbio-Turca. Fue el primer ayudante del Príncipe Milan Obrenović del 22 de noviembre de 1879 al 9 de abril de 1880, cuando fue nombrado comandante del Cuerpo de Moravia, y el 4 de abril de 1881 fue transferido al mando del Cuerpo Timočki. En septiembre de ese año pasó a ser miembro del Comité de Educación y Organización del Ejército. Al año siguiente, el 24 de marzo, fue relevado de sus funciones y puesto a disposición del Ministro de Defensa. En junio de 1882, junto con otras seis personalidades de las profesiones diplomáticas y militares, como emisario del rey Milan Obrenović, fue asignado a visitar cortes extranjeras para notificar al reino serbio. Se jubiló el 31 de marzo de 1883, por años de servicio. Durante el Levantamiento de Timočka, del 21 de septiembre de 1883 al 7 de febrero de 1884, fue Ministro de Construcción en el gabinete de Nikola Hristić. También ocupó ese cargo en el gabinete de Milutin Garašanin del 2 de mayo de 1885 al 23 de marzo de 1886.
En abril del mismo año, fue trasladado al puesto de comandante de Belgrado y director de la guarnición de Belgrado. Además, fue designado miembro del comité de ingeniería. Ocupó el cargo de comandante de la capital hasta el 26 de octubre de 1887, cuando fue nombrado inspector de infantería del Ministerio de Asuntos Militares. En el gabinete de Nikola Hristić volvió a adquirir la cartera de Ministro de Defensa. Del 14 de abril de 1888 al 22 de febrero de 1889. Mientras tanto, ocupó el cargo de primer ministro. Al abandonar el trono, el 22 de febrero de 1889, el rey Milan Obrenović nombró el virreinato, que ejercería la autoridad real hasta que su hijo, el rey Alejandro, alcanzara la mayoría de edad. Fue designado tercer miembro, junto a Jovan Ristić y Jovan Belimarković. Permaneció en ese cargo hasta su muerte el 4 de junio de 1892.
Además de realizar numerosas funciones militares y diplomáticas, Protić estuvo en el período 1881-1888. Fue miembro de muchas comisiones examinadoras para oficiales de rango inferior y superior. Durante 1881 y 1891, también fue miembro del Tribunal de Casación Militar. Además de numerosas condecoraciones, después de su muerte recibió otro honor: el 9º regimiento de infantería de la 1ª convocatoria del Ejército Popular en 1899 se convirtió en el regimiento del general Protić.

## Decoraciones

### Decoraciones domésticas
- Orden del Águila Blanca 2°, 3° y 5° orden
- Orden de la Orden de la Cruz con espadas de 1.º y 2.º orden.
- Orden de la Cruz de Takov, 3.º y 5.º orden
- Medalla de oro a la valentía
- Medalla de oro por servicio celoso con diamantes.
- Monumento a la guerra de liberación e independencia 1876-1878.
- Monumento a la Guerra de 1885.

### Decoraciones extranjeras
- Orden de St. Stanislava 1er orden, Rusia
- Orden de St. Ana, 2° orden, Rusia
- Orden de la Corona con Estrella, Rumania
- Orden de la Estrella, 3ra clase, Rumania
- Medalla a las Virtudes Militares, Rumania
- Orden de la Corona de Hierro, 3.a clase, Austria-Hungría
- Orden de Francisco José 3.ª Orden, Austria-Hungría
- Orden del Águila Roja 3.ª Orden, Prusia